# فرودگاه گرند ریور
فرودگاه گرند ریور (به انگلیسی: Grand River Airport) یک فرودگاه خصوصی است که یک باند فرود چمن دارد. این فرودگاه در شهر جزیره پرنس ادوارد کشور کانادا قرار دارد و در ارتفاع ۱۵ متری از سطح دریا واقع شده‌است.